# Editorial de la Universidad Nacional de Entre Ríos
La Editorial de la Universidad Nacional de Entre Ríos (EDUNER) es el sello editorial de la UNER dedicado a las publicaciones de investigadores y académicos, como así también de autores y escritores de ficción.
EDUNER forma parte de la Red de Editoriales de las Universidades Nacionales, cuyo objetivo esencial consiste en generar un instrumento eficaz para favorecer la promoción, transmisión y circulación del saber surgido en los órganos de publicación de las casas de estudio nacionales.

## Colecciones
Las colecciones actuales son:
- Encuentros y Debates
- Académica
- Cátedra
- Tierra de Letras
- El País del Sauce
- Cuadernos de las Orillas
- Aura - Colección Contemporánea
- Ediciones Especiales
- Coediciones
- Libros para escuchar
- Revista Ciencia, Docencia y Tecnología

## Autoridades
- Director: Lic. Gustavo Esteban Martínez